# مارغو همفري
مارغو همفري (بالإنجليزية: Margo Humphrey)‏ هي مصممة مطبوعات أمريكية، ولدت في 25 يونيو 1942 في أوكلاند في الولايات المتحدة.